# Estadio Julio Humberto Grondona
Estadio Julio Humberto Grondona lub Estadio Viaducto – stadion piłkarski w Sarandí w prowincji Buenos Aires, w Argentynie. Jest domowym obiektem Arsenal de Sarandí. Na trybunach może zasiąść 16 300 widzów. Nazwany został na cześć Julio Humberto Grondony.
Budowa pierwszego stadionu Arsenalu rozpoczęła się 11 października 1962 roku, a jego inauguracja nastąpiła 22 sierpnia 1964 roku. Posiadał on trybunę o długości 70 metrów, która została zakupiona od Club Atlético Banfield. W 2001 roku wybudowano betonową trybunę boczną.